# Hollern-Twielenfleth
Hollern-Twielenfleth è un comune di 3.310 abitanti della Bassa Sassonia, in Germania.
Appartiene al circondario (Landkreis) di Stade (targa STD) ed è parte della comunità amministrativa (Samtgemeinde) di Lühe.
La chiesa di San Maurizio conserva un pregevole organo monumentale.